# Lafayette Township (comté de Saint-Louis, Missouri)
Lafayette Township est un ancien township, situé dans le comté de  Saint-Louis, dans le Missouri, aux États-Unis,.